# Chiesa di San Floriano (Vittorio Veneto)
La chiesa di San Floriano è un edificio religioso sito a Vittorio Veneto, nella località omonima, su una superficie rocciosa sovrastante il torrente Battirame.
È uno dei più antichi edifici della Val Lapisina, risalendo con tutta probabilità a prima ancora che prendesse forma la diocesi di Ceneda.

## Storia
Fin dall'VIII secolo si ha notizia di una chiesa dedicata a san Floriano, la quale doveva sorgere presso il lago del Restello. Verso il XIV secolo fu riedificata in stile romanico.
Con l'apertura della strada di Alemagna (1818-1830) la Val Lapisina vide aumentare la sua popolazione: ragion per cui la chiesa che sorgeva oltre il lago non era più sufficiente alle esigenze religiose degli abitanti. Così, per interessamento del prevosto di Serravalle, monsignor Giovanni Ballarini, nel 1837 si costruì l'attuale chiesa a strapiombo sul torrente Battirame in sostituzione dell'oratorio preesistente. I fedeli all'epoca erano arrivati ad essere circa 900, dunque sentivano il bisogno della presenza fissa di un sacerdote stabile: il primo fu eletto alla fine del 1870.
Sotto la direzione di don Giovanni Furlan, nel 1875, la facciata della chiesa fu abbellita con due affreschi che ricordano altrettanti episodi, che la tradizione ritiene miracolistici e attribuisce all'intercessione di san Floriano.

## Descrizione
La chiesa di San Floriano ha una facciata a capanna intonacata di rosa, terminata da timpano. L'unica apertura è il portale, sopra il quale si collocano i due riquadri contenenti gli affreschi ottocenteschi.
Sulla parte destra dell'edificio poggia il piccolo campanile merlato, la cui cella campanaria è aperta da monofore a tutto sesto. Sullo stesso lato è adiacente alla chiesa la vecchia casa canonica, oggi in abbandono.